# 多林·戈伊安
多林·戈伊安（Dorin Goian；1980年12月12日—）是羅馬尼亞的一位足球運動員，在場上的位置是中後衛。他現在效力於希臘足球超級聯賽球隊阿斯特拉斯特里波利斯足球俱樂部
。他也代表羅馬尼亞國家足球隊參加比賽。